# 167 v. Chr.
Portal Geschichte | Portal Biografien | Aktuelle Ereignisse | Jahreskalender | Tagesartikel

◄ |
3. Jahrhundert v. Chr. |
2. Jahrhundert v. Chr. |
1. Jahrhundert v. Chr. |
►

◄ | 180er v. Chr. | 170er v. Chr. | 160er v. Chr. | 150er v. Chr. |
140er v. Chr. |
►

◄◄ | ◄ | 170 v. Chr. | 169 v. Chr. | 168 v. Chr. | 167 v. Chr. |
166 v. Chr. |
165 v. Chr. |
164 v. Chr. |
► |
►►
Staatsoberhäupter

## Ereignisse

### Politik und Weltgeschehen

#### Palästina

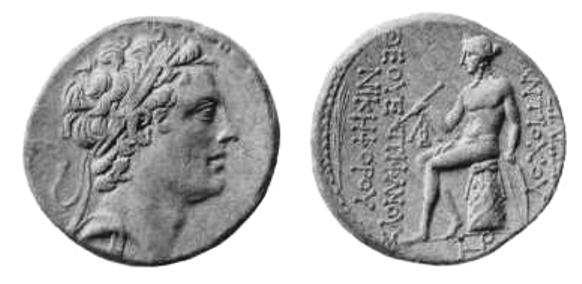
Münze mit dem Abbild Antiochus IV. Auf der Rückseite Apollon auf einem Omphalos

- Antiochos IV., Herrscher des Seleukidenreichs, weiht den Tempel in Jerusalem dem Zeus oder Jupiter und lässt im Dezember auf dem großen Altar im Tempelvorhof einen heidnischen Altar errichten. Dies führt zum Aufstand der Juden unter der Führung der Makkabäer. Als ein jüdischer Priester namens Mattatias aus dem adligen Geschlecht der Hasmonäer in seiner Heimatstadt Modi’in zum Opfer für Antiochos aufgefordert wird, tötet er den seleukidischen Boten und einen Juden, der das Opfer vollziehen wollte, und zieht sich mit seinen Söhnen und einigen Getreuen in die Wüste zurück.

#### Zentralasien
- Die Parther erobern die Stadt Herat.

#### Europa
- Lucius Aemilius Paullus Macedonicus plündert die griechische Region Epirus. Unter anderem wird die Stadt Antigoneia nahe der heutigen albanischen Gemeinde Saraqinishta erobert und niedergebrannt.

### Gesellschaft
- Der spätere Historiker Polybios kommt als achäische Geisel nach Rom.

## Gestorben
- Gaius Claudius Pulcher, römischer Senator, Konsul 177 v. Chr.